# Hichem Rostom
Hichem Rostom (in arabo هشام رستم‎?; La Marsa, 26 marzo 1947 – 28 luglio 2022) è stato un attore tunisino di origine circassa.

## Biografia
Studia teatro all'Università Sadiki di Tunisi e all'Università Sorbonne Nouvelle, formandosi come attore presso il Théâtre National Populaire. Tornato in Tunisia nel 1988, esordisce al cinema con un ruolo da protagonista ne Gli zoccoli d'oro di Nouri Bouzid. Uno degli attori tunisini più rinomati della sua generazione, ha recitato anche in produzioni cinematografiche e televisive di Paesi vicini, come la Francia, l'Italia o l'Egitto, oltre ad occasionali film hollywoodiani girati in Tunisia, come Il paziente inglese.

## Filmografia parziale

### Cinema
- Gli zoccoli d'oro (Ṣafāʾiḥ min dhahab), regia di Nouri Bouzid (1989)
- Majnūn Laylā, regia di Taieb Louhichi (1989)
- L'amico arabo, regia di Carmine Fornari (1991)
- Obiettivo indiscreto, regia di Massimo Mazzucco (1992)
- Le Nombril du monde, regia di Ariel Zeitoun (1993)
- Ṣamt al-quṣūr, regia di Moufida Tlatli (1994)
- Al-Khuṭṭāf lā yamūtu fī al-Quds, regia di Ridha Béhi (1994)
- Il paziente inglese (The English Patient), regia di Anthony Minghella (1996)
- As-Sayyida, regia di Mohamed Zran (1996)
- Avventura nel deserto (W pustyni i w puszczy), regia di Gavin Hood (2001)
- Ṣandūq ʿajab, regia di Ridha Béhi (2002)
- Nadia et Sarra, regia di Moufida Tlatli (2004)
- Azur e Asmar (Azur et Asmar), regia di Michel Ocelot (2006) - voce
- Whatever Lola Wants, regia di Nabil Ayouch (2007)
- Il canto delle spose (Le Chant des mariées), regia di Karin Albou (2008)
- Il principe del deserto (Black Gold), regia di Jean-Jacques Annaud (2011)

### Televisione
- Un bambino di nome Gesù – miniserie TV, 2 puntate (1989)
- Un inviato molto speciale – serie TV, episodio 1x07 (1992)
- Il conte di Montecristo (Le Comte de Montecristo) – miniserie TV, 4 puntate (1998)
- Poirot – serie TV, episodio 8x02 (2001)
- Il Colosseo - L'arena della morte (Colosseum: Rome's Arena of Death) – film TV documentario (2003)
- Augusto - Il primo imperatore (Imperium: Augustus) – miniserie TV, 2 puntate (2003)
- Pompei – miniserie TV, 2 puntate (2007)
- Casa Saddam (House of Saddam) – miniserie TV, 2ª puntata (2008)
- L'infiltrato (L'Infiltré), regia di Franco Battiato – film TV (2011)
- Maria di Nazaret – miniserie TV, 2 puntate (2012)